# Iglesia Memorial de Stanford
La iglesia Memorial de Stanford (en inglés: Stanford Memorial Church), conocida informalmente como MemChu es una iglesia en la Universidad Stanford, ubicada en el centro del campus, en el 450 Serra Mall, Stanford, California, Estados Unidos.

## Historia
Fundada en el año 1903. Fue construida por Jane Lathrop Stanford en memoria de su esposo Leland Stanford.
Está bellamente reconstruida, ya que gran parte de la estructura se perdió durante los terremotos de San Francisco en 1906 y 1989. Destacan sus coloridos vitrales, mosaicos, un gran órgano y sus hermosos jardines. Su arquitectura es de estilo neorrománico. Varios eventos musicales y conciertos aprovechar la acústica increíble del lugar; también cuenta con un coro. La iglesia está disponible para gente de todas las religiones.